# Нафи аль-Мадани
Абу Рувайм Нафи‘ ибн ‘Абдуррахман аль-Ляйси (араб.  نافع بن عبد الرحمن‎; 689, Медина, Омейядский халифат — 785, Медина, Аббасидский халифат) — выдающий знаток Корана и передатчик хадисов, имам чтецов Медины, один из семи имамов, с именами которых связаны самые надежные традиции чтения Корана (кираатов).

## Рождение и происхождение
Нафи ибн Абдуррахман родился примерно в 689 году. Согласно сообщению аль-Асма‘и, он был родом из Исфахана. Нисба аль-Ляйси связана с тем, что его предки принадлежали к вольноотпущенникам (мавали) Джа‘ваны ибн Ша‘уба аль-Ляйси.

## Богословская деятельность
Нафи ибн Абдуррахман обучался Корану и священному преданию у семидесяти табиинов. Он перенял чтение Корана изустным путём у таких известных табиинов, как Абу Джафар Йазид ибн аль-Ка‘ка‘, Абу Давуд ‘Абд ар-Рахман ибн Хурмуз аль-А‘радж, Шайба ибн Насах, Абу Абдаллах Муслим ибн Джундаб аль-Хузали и Абу Раух Йазид ибн Руман. Они переняли чтение Корана от сподвижников Абу Хурайры и ‘Абдаллаха ибн ‘Аббаса, те — от имама чтецов Убаййа ибн Ка‘ба, а тот — от пророка Мухаммада. Таким образом, традиция чтения (кираат), переданная имамом Нафи‘, замыкается на самом пророке. Среди чтецов, которые преподавали его кираат, были двадцать мединцев, и наибольшую известность среди них получил его приемный сын Иса ибн Мина по прозвищу Калун. Среди египтян, обучившихся чтению Корана у имама Нафи‘, больше всего последователей приобрел ‘Усман ибн Са‘ид по прозвищу Варш. В наше время кираат Нафи‘ в передаче Варша имеет хождение среди мусульман Северной Африки, которые в большинстве своем придерживаются маликитского мазхаба. В своё время кираат Нафи‘ передавали и некоторые чтецы Шама. Сообщается, что всего на него ссылались около 250 чтецов. Существует мнение, что этот кираат распространился среди мусульман маликитского мазхаба, потому что имам Малик был учеником Нафи‘..
Наряду с преподаванием Корана, Нафи‘ ибн ‘Абд ар-Рахман внес значительный вклад в распространение Сунны. Он пересказывал предания со слов таких табиинов, как Фатима бинт Али, Зайд ибн Аслам, Абу аз-Зинад, ‘Амир ибн ‘Абдаллах ибн аз-Зубайр, Мухаммад ибн Йахья ибн Хиббан, Нафи‘ (вольноотпущенник Ибн Умара), аль-Арадж, Сафван ибн Салим. В свою очередь Исма‘ил ибн Джафар, аль-Асмаи, Халид ибн Мухаллад, Са‘ид ибн Абу Марйам, Абу Курра Муса ибн Тарик, ‘Иса ибн Мина Калун рассказывали хадисы с его слов.
Известные хадисоведы Ахмад ибн Шу‘айб ан-Насаи и Йахья ибн Ма‘ин отнесли имама Нафи‘ к надежным передатчикам хадисов, а Ибн Хиббан упомянул его в своей книге «Сикат» среди заслуживающих доверия передатчиков. Аль-Лайс ибн Саад сказал: «Я встречался с жителями Медины, и они называли кираат Нафи‘ сунной»".

## Внешность и благонравие
В сочинениях мусульманских биографов имам Нафи‘ охарактеризован как набожный и щедрый человек. Он был смуглым, обладал приятной внешностью, был улыбчив и общителен, любил пошутить. К своим ученикам он был снисходителен до тех пор, пока они не просили его дать им разрешение на преподавание Корана, и к таким он был чрезвычайно требовательным. После смерти своего шейха Абу Джа‘фара он в течение долгого времени руководил молитвой в Мечети Пророка. Рассказывают, что перед смертью его дети попросили его оставить завещание. В ответ он сказал: «Бойтесь Аллаха, примиряйте друг друга и повинуйтесь Аллаху и Его Посланнику, если вы верующие».